# Praterie e boscaglie altimontane dei monti dei Draghi
Le praterie e boscaglie altimontane dei monti dei Draghi sono una ecoregione terrestre della ecozona afrotropicale appartenente al bioma delle praterie e boscaglie montane (codice ecoregione: AT1003) che si sviluppa per circa 11 900 km² nell'Africa sud-orientale.
Lo stato di conservazione è considerato critico.

## Territorio
La regione si sviluppa sulle altitudini superiori al 2 500 metri lungo le ripide pendici dei monti Drakensberg che formano un confine semicircolare tra il Lesotho e la provincia sudafricana del KwaZulu-Natal. La regione comprende la cima più alta della regione, il Thabana Ntlenyana (3 482 m). In questa regione si formano due fra i più importanti fiumi della regione: il Tugela ed il Senqu (nome della parte del fiume Orange che scorre nel Lesotho).
Le precipitazioni hanno una media di circa 1 000 mm all'anno e le temperature variano da -8 a 32 °C, con temperature che scendono a -20 °C sull'altopiano.
La geologia della regione comprende basalti del gruppo Stormberg (gruppo appartenente al supergruppo del Karoo). Le rocce di basalto formano altopiani e pendii scoscesi che sostengono una vegetazione alpina senza alberi costituita principalmente da erbe di tussock, piante striscianti e macchie di arbusti ericoidi poco elevati.

## Flora

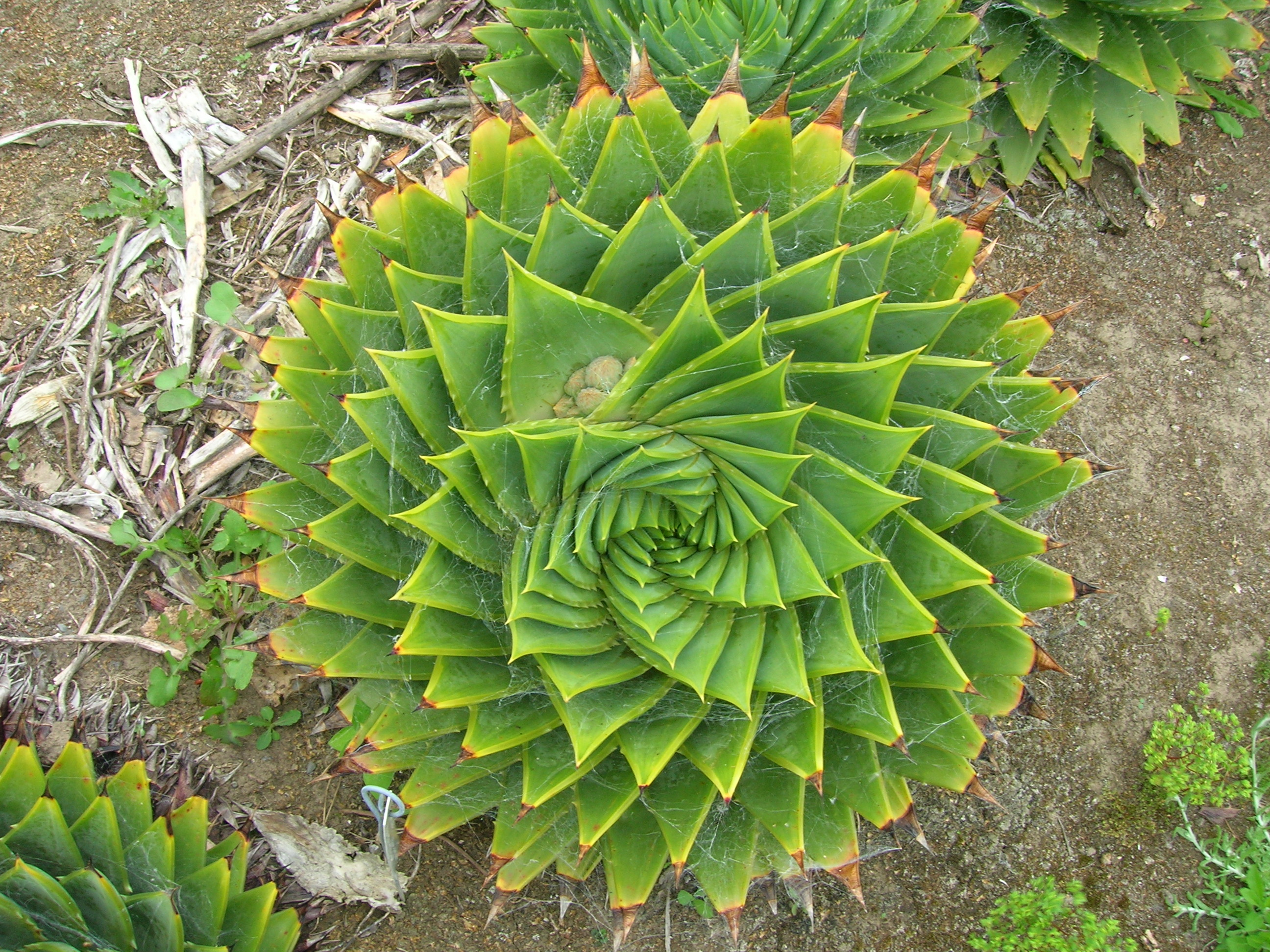
Aloe polyphylla, pianta endemica del Lesotho.

Nelle cinture afroalpine, le specie erbacee caratteristiche provengono dai generi Agrostis, Deschampsia, Festuca, Koeleria, Pentaschistis e Poa. Sull'altopiano, dominano le specie erbacee della Merxmuellera disticha, M. drakensbergensis, Festuca caprina, Eragrostis caesia, Poa binata e Pentaschistis galpinii. Altre specie di piante comuni includono: Carex clavata, Scirpus falsus, Helichrysum flanaganii, Helichrysum trilineatum, H. witbergense e Erica frigida.
Il Drakensberg ospita un numero notevole di specie di piante endemiche e una diversità insolitamente alta di comunità vegetali, in gran parte a causa dell'eterogeneità topografica dell'area. Sebbene il numero totale di specie di piante che vivono nell'alto Drakensberg sia sconosciuto, nella regione KwaZulu-Natal del Drakensberg sono state registrate 1 750 specie di piante vascolari. Di queste, 394 specie sono endemiche del Drakensberg meridionale (22,5 per cento).
I maggiori livelli di endemismo si verificano sulle vette più alte, dove si trovano: Helichrysum palustre, H. bellum, H. qathlambanum, Hypoxis ludwigii, Kniphofia caulescens, Strobilopsis wrightii, Aponogeton ranunculiflorus, Gladiolus microcarpus, Erica thodei e Disa sankeyi. Le specie minacciate includono Aponogeton ranunculiflorus, Crocosmia pearsei e Brachystelma alpinum. La Protea nubigena e la Encephalartos ghellinckii si trovano anche nelle adiacenti ecoregioni di bassa quota. L'aloe a spirale (Aloe polyphylla), una spettacolare pianta endemica del Lesotho, si trova solo sopra i 2 000 m. Gli habitat altimontani del Drakensberg hanno solo una ventina di specie di piante vascolari in comune con la flora afro-alpina dell'Africa orientale e nord-orientale. Nella regione mancano le cospicue lobelie giganti alpine (Lobelia) e il senecio gigante (Dendrosenecio).

## Fauna

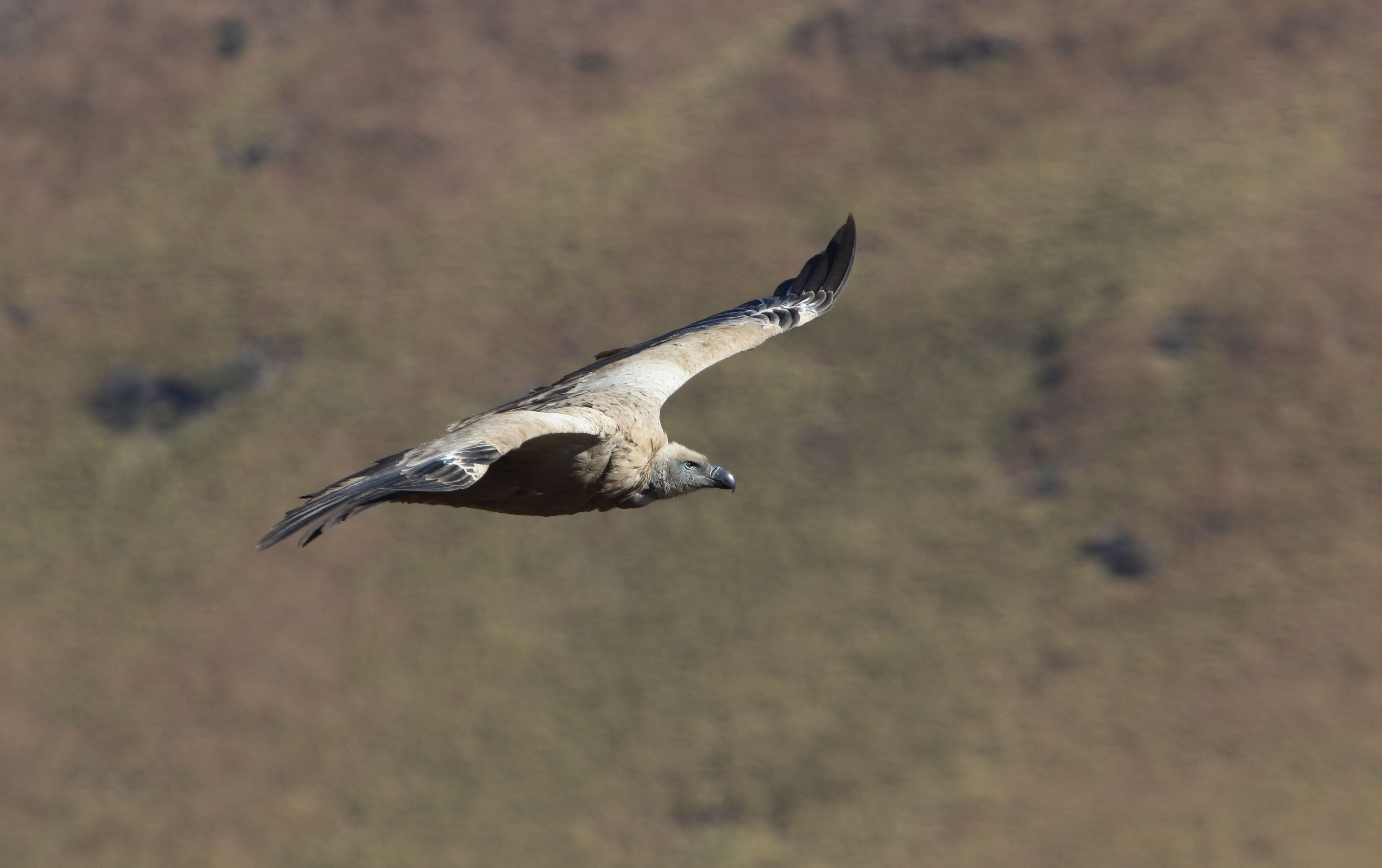
Grifone del Capo sui monti Drakensberg

L'ecoregione ospita un'interessante avifauna con tre specie di uccelli quasi endemiche: il saltarocce pettoarancio (Chaetops aurantius), il lucherino dei Drakensberg (Crithagra symonsi) e la pispola montana (Anthus hoeschi). Inoltre, l'ecoregione ospita alcune specie rare di uccelli come la pispola pettogiallo (Anthus chloris), la gru del paradiso (Grus paradisea), l'ibis calvo (Geronticus calvus), il grifone del Capo (Gyps coprotheres), la quaglia tridattila ottentotta (Turnix hottentottus) e una sottospecie di gipeto (Gypaetus barbatus meridionalis).
I mammiferi sono poco rappresentati; tra essi ricordiamo specie montane come il saltarupe (Oreotragus oreotragus) e la redunca montana (Redunca fulvorufula), nonché il topo dalla coda bianca (Mystromys albicaudatus), in pericolo di estinzione.
Tra gli anfibi si trovano tre specie endemiche di rane: Amietia quecketti, A. vertebralis e A. hymenopus. Fra i rettili endemici si trova una sola specie di serpente, il Montaspis gilvomaculata, e tre specie di lucertole, Pseudocordylus langi, Tropidosaura cottrelli e T. essexi. Altre specie di rettili minacciati presenti nella regione sono il tetradattilo di Breyer (Tetradactylus breyeri), il tetradattilo a gambe corte (T. seps), la lucertola delle rocce dei Drakensberg (Pseudocordylus melanotus) e il geco delle rocce dei Drakensberg (Afroedura nivaria).

## Conservazione
Alle quote più alte dell'ecoregione gli habitat sono relativamente intatti, ma altrove sull'altopiano le praterie sono degradate a causa del passaggio del bestiame e dei frequenti incendi per la creazione di pascoli selettivi. Altre preoccupazioni includono l'espansione di piante invasive come Chrysocoma ciliata e Helichrysum trilineatum, l'erosione del suolo, la raccolta indiscriminata di piante medicinali e la concessione di terre per la coltivazione.
La più importante area protetta della regione è l'area di conservazione transfrontaliera Maloti-Drakensberg, istituita nel 2001 dall'unione del parco nazionale uKhahlamba-Drakensberg del Sudafrica con il parco nazionale di Sehlabathebe del Lesotho, che copre un'area di circa 250 000 ettari. Nel 2013 questa area è stata dichiarata patrimonio dell'umanità protetta dall'UNESCO.